# Wikiversity
Wikiversity (ook: Wikiversiteit) is een project van de Wikimedia Foundation. Het project biedt gratis leermateriaal aan. 
De website is zoals andere WMF-projecten een wiki, en dus door iedereen aan te passen. Wikiversity bestaat in een aantal talen. De versies in het Engels en Duits zijn veruit het grootst, met ruim 23.000 resp. ruim 33.000 pagina's (begin 2017). Andere redelijk grote versies zijn in het Frans, Spaans, Italiaans, Portugees en Russisch. Van een aantal andere talen (waaronder ook het Nederlands) bestaan versies van Wikiversity in de Incubator.

## Geschiedenis
De bètafase van Wikiversity begon officieel op 15 augustus 2006 met de Engelstalige versie.